# Gleb Safonow
Gleb Safonow (* 11. September 2001) ist ein kasachischer Skispringer.

## Werdegang
Gleb Safonow debütierte am 16. und 17. Januar 2015 in Kranj im FIS Cup, wo er die Plätze 71 und 69 belegte. Sein nächster Wettbewerbsstart erfolgte zweieinhalb Jahre später im September 2017 im Schweizerischen Kandersteg; seitdem startet er regelmäßig bei Wettbewerben im FIS Cup, wobei er bisher (Stand März 2019) noch keine Top-30-Platzierung erreichen konnte.
Bei den Nordischen Junioren-Skiweltmeisterschaften 2019 in Lahti belegte er im Einzelwettbewerb den 60. Platz. Im Mannschaftswettbewerb belegte er zusammen mit Nurschat Tursynschanow, Nikita Dewjatkin und Sergei Tkatschenko den 14. und letzten Platz, im Mixed-Teamwettbewerb zusammen mit Weronika Schischkina, Walentina Sderschikowa und Sergei Tkatschenko den 11. von 13 Plätzen.
Bei den Nordischen Skiweltmeisterschaften 2019 in Seefeld in Tirol konnte sich Safonow als 61. nicht für den Einzelwettbewerb qualifizieren. Im Mannschaftswettbewerb am 26. Februar 2019 belegte er zusammen mit Sabyrschan Muminow, Nikita Devyatkin und Sergei Tkatschenko den 12. und letzten Platz.